# Lolita23q
Lolita23q är ett japanskt indie Oshare kei-band grundat 2004.

## Medlemmar
- Soshi (sång)
- Yu-ki(gitarr)
- Ryuto (gitarr)
- Ryosuke (bas)
- BAN (trummor)